# Northwest Philadelphia
Northwest Philadelphia is een stadsdeel van de Amerikaanse stad Phildelphia. Het stadsdeel wordt door de Wissahickon Creek onderverdeeld in Upper Northwest en Lower Northwest Philadelphia. In Upper Northwest zijn de wijken Germantown, Mount Airy en Chestnut Hill gelegen. In Lower Northwest liggen de wijken Roxborough, East Falls en Manayunk.